# 蘋果M7

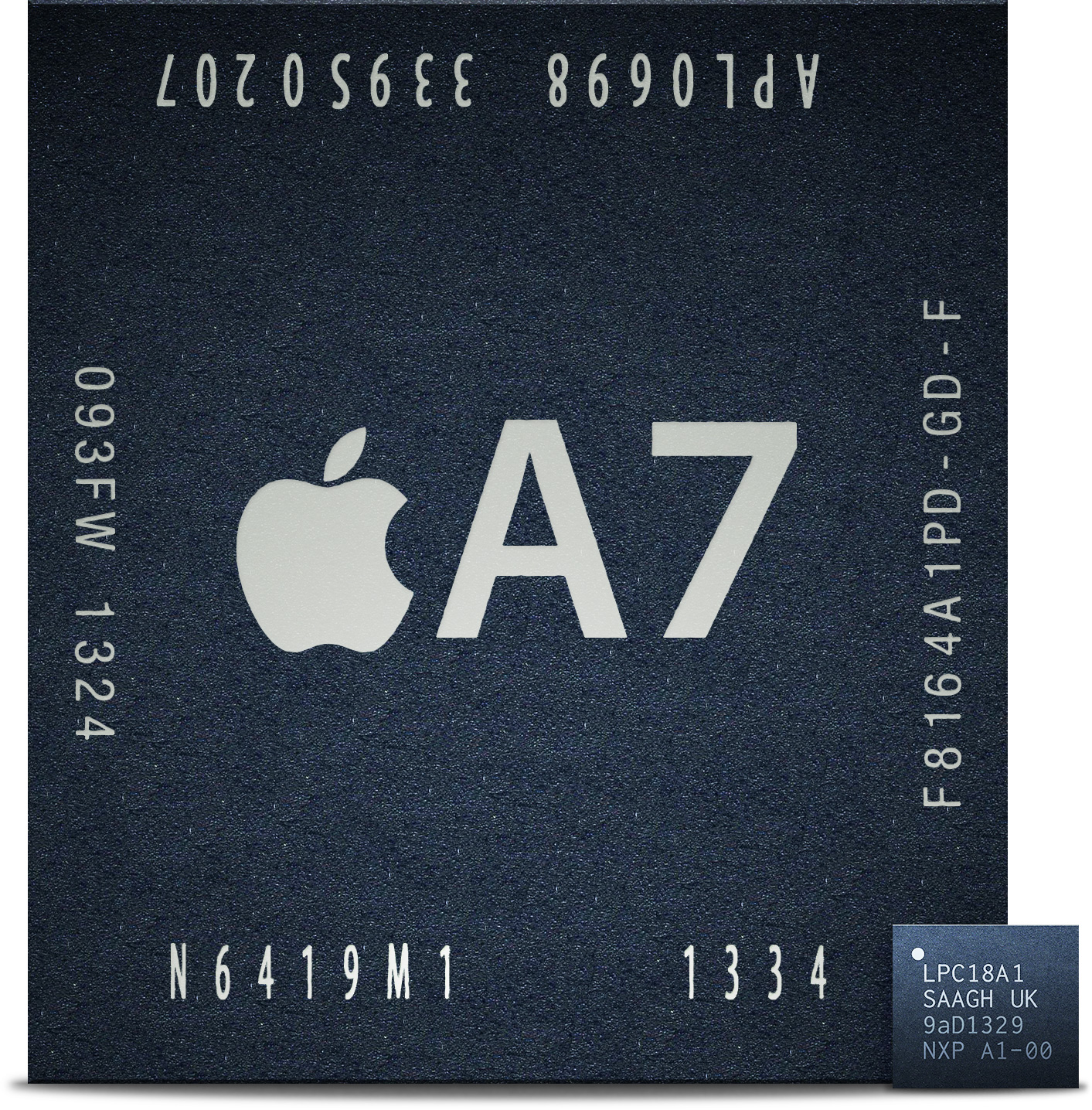
A7和LPC18A1之間的大小差異

蘋果M7（代號Oscar）是蘋果公司的動態協同處理器。它的功能是收集從集成加速度計，陀螺儀和指南針傳感器的數據和卸載從主中央處理單元（CPU）的傳感器數據的收集和處理。蘋果M7最有可能的是恩智浦LPC1800微控制器基於所謂LPC18A1。它採用了ARM Cortex-M3內核與定制包裝和命名方案，表明它是蘋果定制的一部分。
蘋果M7協處理器收集，處理和存儲傳感器數據，即使該設備處於休眠狀態，並且當該設備再次通電時的應用程序可以檢索數據。這將減少設備的功耗，並延長電池壽命。

## 產品使用
- iPhone 5S
- iPad Air
- iPad mini (第二代)